# Peripodisma tymphii
Peripodisma tymphii är en insektsart som beskrevs av Willemse, F.M.H. 1972. Peripodisma tymphii ingår i släktet Peripodisma och familjen gräshoppor. Inga underarter finns listade i Catalogue of Life.